# Karol Harasimowicz
Karol Harasimowicz (ur. 4 listopada 1894 we Lwowie, zm. 28 lipca 1977 w Londynie) – major Wojska Polskiego, oficer AK.

## Życiorys
Urodził się 4 listopada 1894 we Lwowie. Był synem Piotra i Marii. W 1914 ukończył VIII klasę i zdał egzamin dojrzałości w Gimnazjum im. Mickiewicza we Lwowie (w jego klasie był m.in. Iwo Skałkowski).
Podczas I wojny światowej wstąpił do Legionów Polskich, służył w szeregach 2 pułku ułanów. U kresu wojny w listopadzie 1918 uczestniczył w obronie Lwowa podczas wojny polsko-ukraińskiej. Po odzyskaniu przez Polskę niepodległości został przyjęty do Wojska Polskiego. Został awansowany na stopień porucznika jazdy ze starszeństwem z dniem 1 czerwca 1919, a następnie na stopień rotmistrza jazdy ze starszeństwem z dniem 15 sierpnia 1924. W latach 20. był oficerem 9 pułku ułanów w Czortkowie. W 1934 jako rotmistrz przeniesiony w stan spoczynku był przydzielony do Oficerskiej Kadry Okręgowej nr VIII jako oficer w dyspozycji dowódcy O.K. VIII i pozostawał wówczas w ewidencji Powiatowej Komendy Uzupełnień Grudziądz. Ukończył studia prawa.
Podczas II wojny światowej był oficerem Armii Krajowej. Służył w Referacie Bezpieczeństwa. Brał udział w powstaniu warszawskim 1944, po którym opuścił stolicę.
Po wojnie pozostał na emigracji. Był współpracownikiem Instytutu im. gen. Sikorskiego w Londynie. Do końca życia pozostawał w stopniu majora. Zmarł 28 lipca 1977 w Londynie. Był żonaty z Marią z domu Rodowską (1899–1944).

## Odznaczenie
- Krzyż Walecznych (czterokrotnie: po raz drugi przed 1923, po raz czwarty przed 1924)[1]